# Любимые (фильм)
«Любимые» (англ. The Loved Ones) — австралийский триллер 2009 года. Является первой полнометражной работой режиссёра короткометражных фильмов Шона Бирна.

## Сюжет
В школе намечается выпускной бал. Странноватая девушка Лола предлагает Брэнту Митчеллу, первому красавцу школы, пойти на бал вместе с ней. Но у Брэнта есть любимая девушка, он уже пригласил её, поэтому отказывает Лоле.
Брэнт не знает, что Лола — скрытая психопатка. Вместе со своим отцом, таким же как она, девушка похищает Брэнта, и устраивает в своём доме собственный «праздник», на котором её обязательно «выберут» королевой выпускного бала…

## В ролях
- Ксавьер Сэмюэл — Брэнт
- Робин Макливи — Лола «Принцесса» Стоун
- Джон Брамптон — отец
- Ричард Уилсон — Джейми
- Виктория Тейн — Холли
- Джессика Макнейми — Миа
- Эндрю С. Гилберт — Пол
- Сьюзи Догерти — Карла

## Выпуск
Фильм был показан на нескольких фестивалях, в том числе на кинофестивале в Торонто 13 сентября 2009 года и на Международном кинофестивале в Гонконге 3 апреля 2010 года. В США был показан на фестивале AFI Fest 31 октября 2009 года, Международном кинофестивале в Сан-Франциско 2 мая 2010 года, Международном кинофестивале в Далласе и на кинофестивале SXSW в 2010 году.